# Derby Museum and Art Gallery

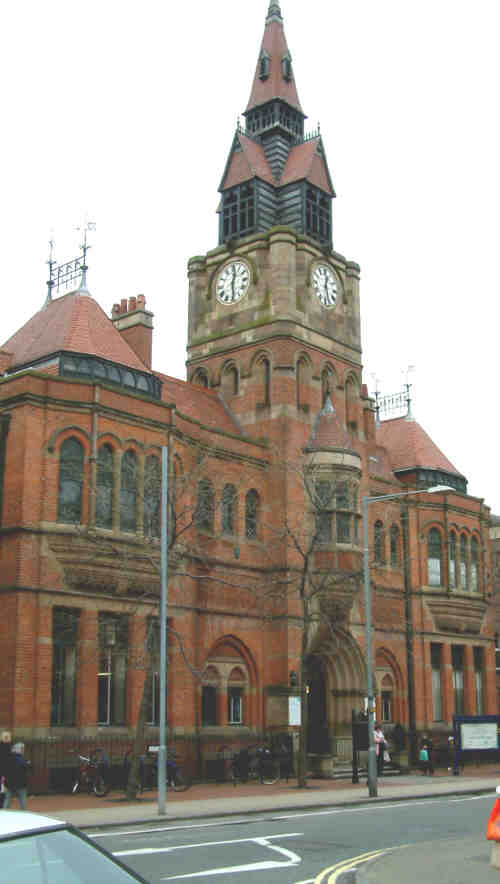
Derby Museum och centralbibliotek: den ursprungliga byggnaden.

Derby Museum and Art Gallery är ett museum beläget i Derby, England. Museet öppnades 1879, tillsammans med Derby Central Library, i en ny byggnad ritad av Richard Knill Freeman och given till staden av Michael Thomas Bass.
Samlingen har teckningar av Joseph Wright of Derby; och en avdelning för Royal Crown Derby och annat porslin från Derby med omnejd. Dessutom finns här samlingar för arkeologi, naturhistoria, geologi och militär. Konstgalleriet öppnade 1882. Konstsamlaren Alfred E. Goodey donerade  sin samling av mer än sex hundra målningar och teckningar till Derby Museum and Art Gallery.

## Galleri

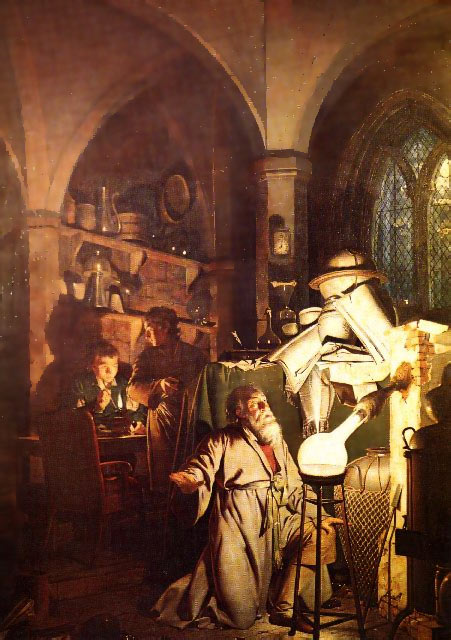
The Alchymist in Search of the Philosopher's Stone, Wright, 1771
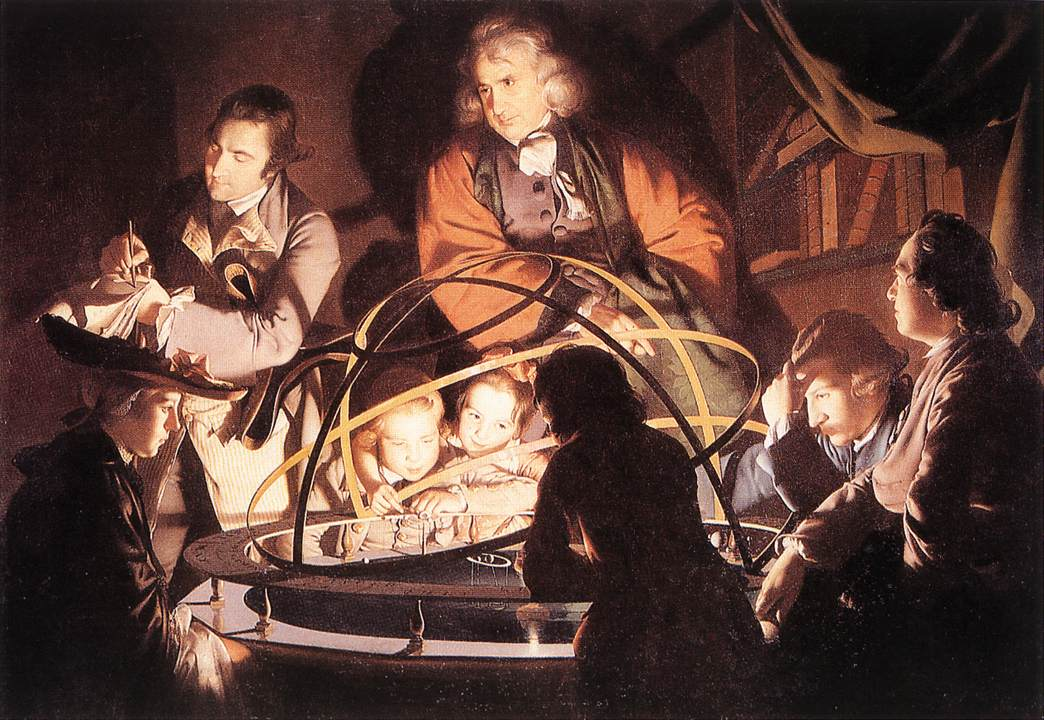
A Philosopher Lecturing on the Orrery, Wright, 1766
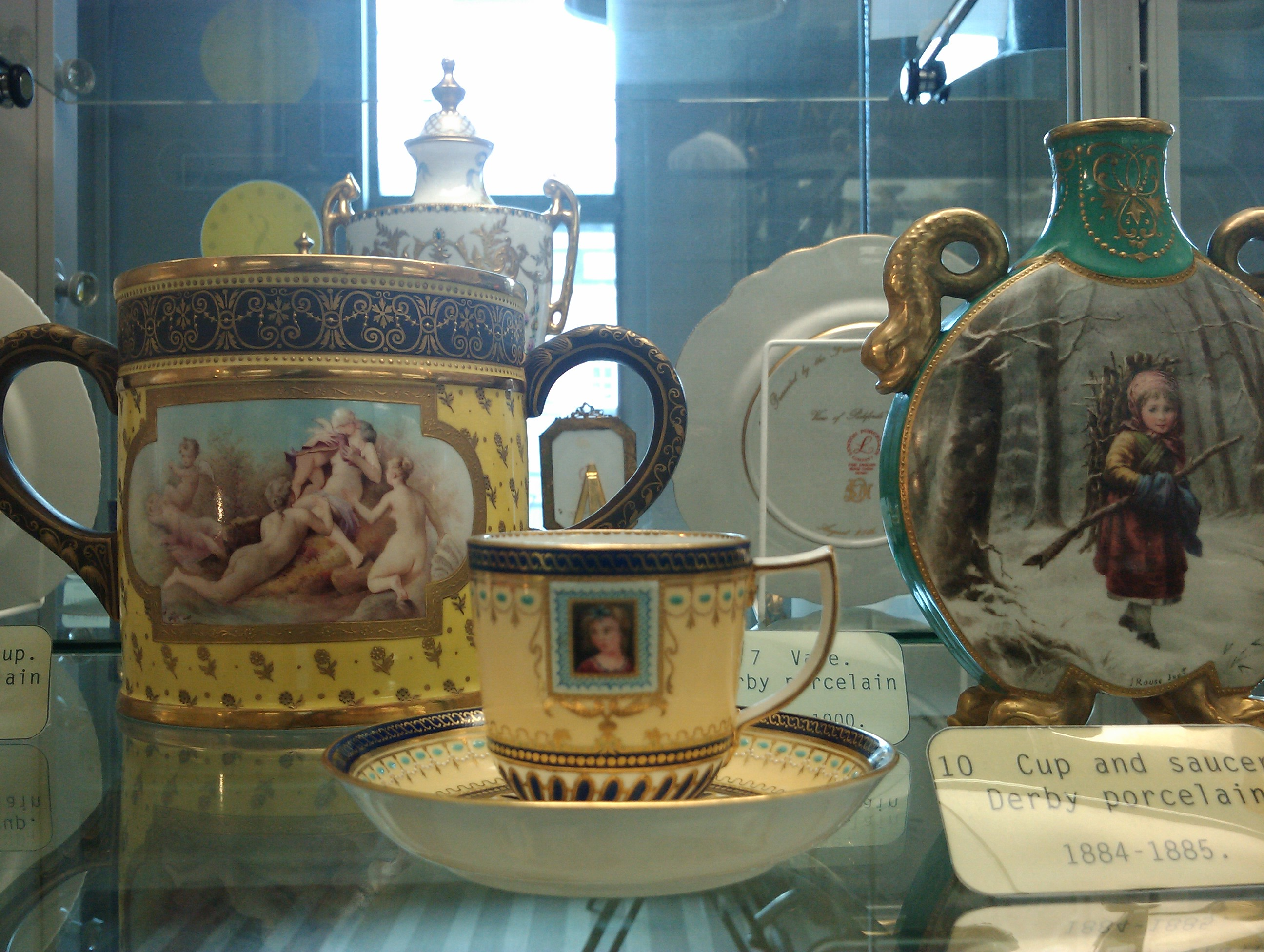
Från porslinssamlingen
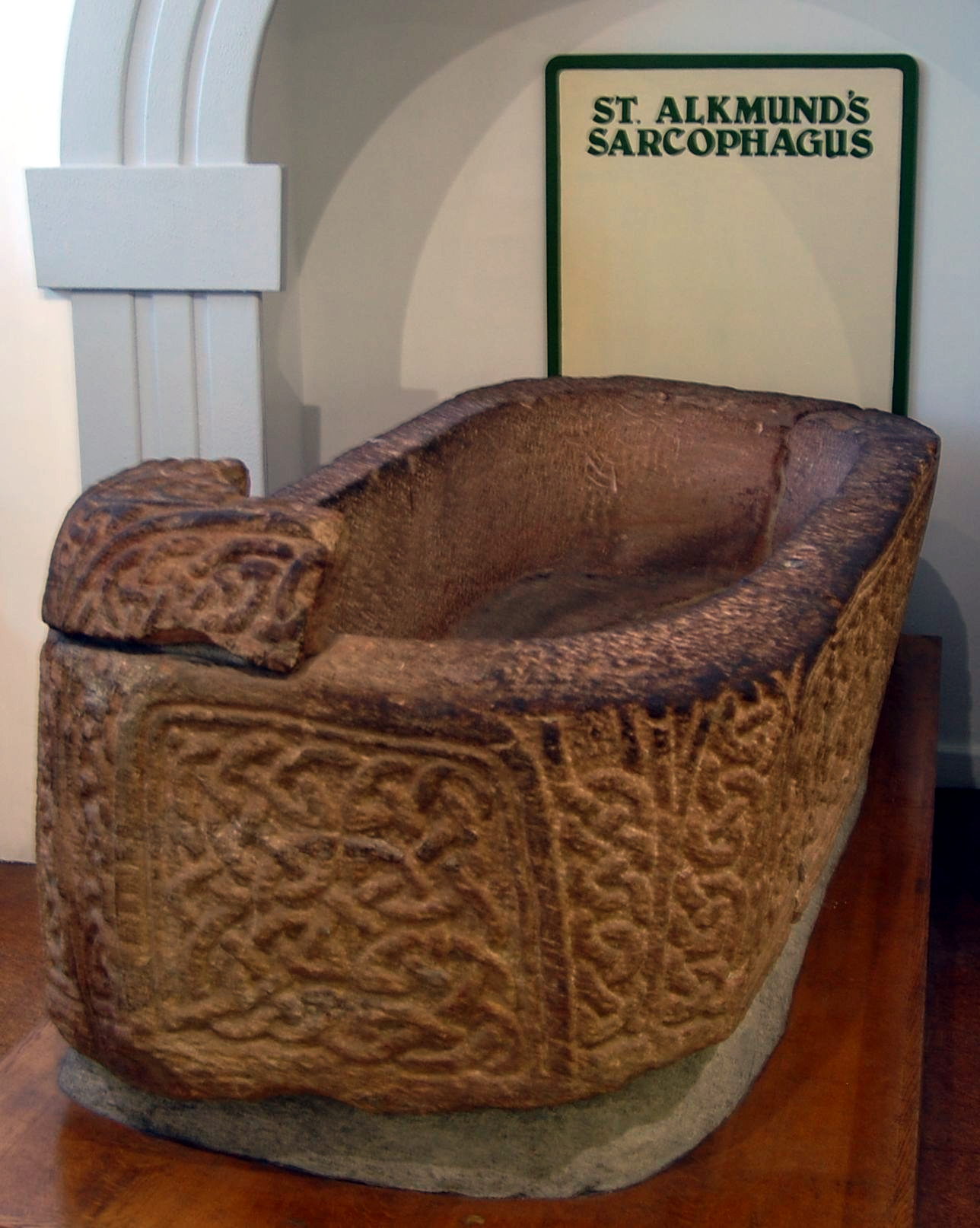
St Alkmunds sarkofag
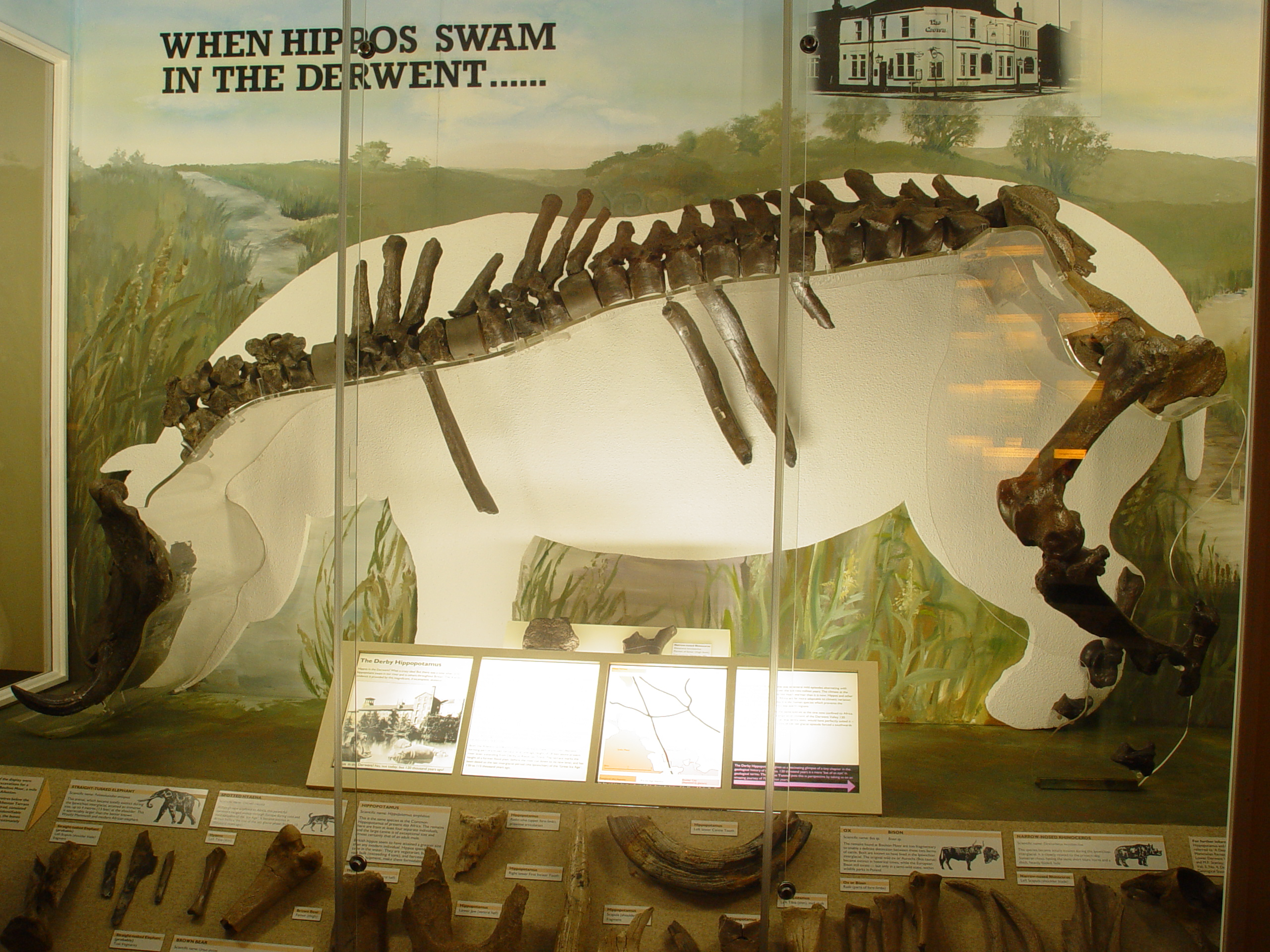
120.000 år gammalt flodhästskelett i den naturhistoriska samlingen
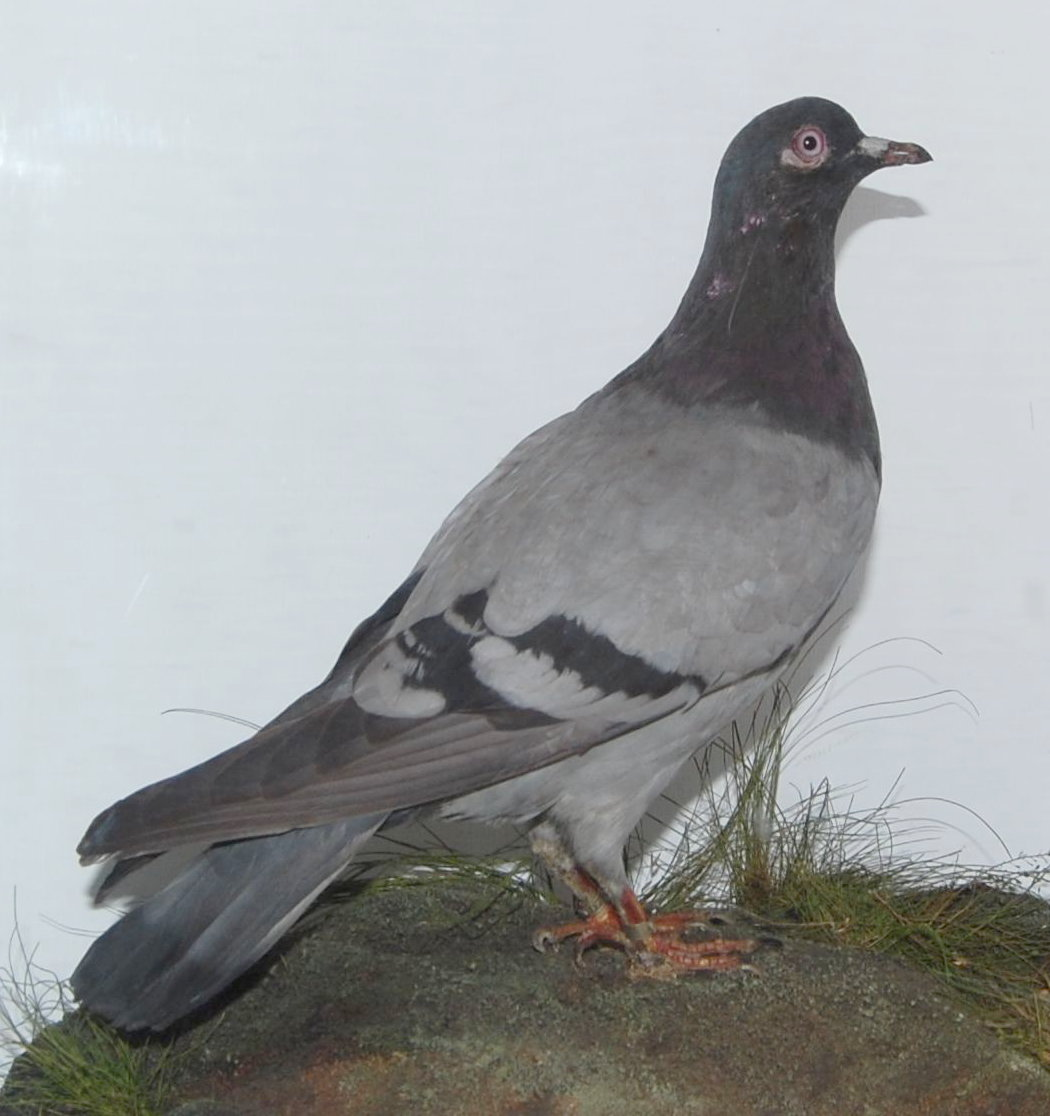
"The King of Rome"